# Haplopsebium overlaeti
Haplopsebium overlaeti är en skalbaggsart som beskrevs av Reé Michel Quentin och Jean François Villiers 1971. Haplopsebium overlaeti ingår i släktet Haplopsebium och familjen långhorningar. Inga underarter finns listade i Catalogue of Life.